# ITV
ITV este o rețea de televiziune publică britanică. Principalul program este denumit ITV1 în cea mai mare parte a Regatului Unit, cu excepția centrului și a nordului Scoției, unde este denumit STV.
A fost lansată în 1955 sub numele Independent Television (Televiziunea Independentă) pentru a oferi concurență și a reduce monopolul televiziunii de stat BBC (înființată în 1936).
ITV este cea mai veche rețea comercială din Marea Britanie. De la adoptarea Broadcasting Act din 1990, acesta a fost cunoscut din punct de vedere legal ca Channel 3 pentru a-l deosebi de celelalte canale analogice de la acea vreme: BBC1, BBC2 și Channel 4.
În 1998, ITV a lansat primul său canal digital nou, cunoscut sub numele de ITV2. Aceasta combină divertisment și filme, precum și știri din lumea mondenă.
Al treilea canal al companiei ITV a fost lansat la 1 noiembrie 2004 ca ITV3. De obicei, difuzează seriale polițiste, drame și filme clasice.
ITV4 este un canal care se adresează în principal bărbaților. A început să emită la 1 noiembrie 2005. De obicei, difuzează evenimente sportive, programe de arhivă și, în mod similar cu ITV3, filme.
ITV deține drepturi comune cu BBC pentru Campionatul Mondial de Fotbal și Campionatul European UEFA și a difuzat fiecare Cupă Mondială în direct din 1966, în comun cu BBC. Acest aranjament este în vigoare din anii 1960.